# Because I Want You
Because I Want You este single-ul cu numărul douăzeci și doi al trupei de rock alternativ Placebo, lansat pe 16 martie 2006, și primul single de pe cel de-al cincilea album, Meds. A fost lansat exclusiv în Marea Britanie.
Pe acest single se poate regăsi o variantă slow, înregistrată în timpul unui concert live, a piesei „36 Degrees”.
Pe coperta single-ului apare toboșarul de atunci al formației, Steve Hewitt.

## Lista melodiilor

### 7 inches
Side A - „Because I Want You” 

Side B - „Because I Want You” (Ladytron mix)

### CD1
1. „Because I Want You”
2. „Because I Want You” (Russell Lissack Bloc Party remix)

### Enhanced CD
1. „Because I Want You”
2. „36 Degrees” (2005 version)
3. „Because I Want You” (Ladytron Club mix)
4. „Because I Want You” (Video, plus 2 mins bonus footage)

## Despre versuri
Și aici, ca și în cazul altor piese Placebo, se întâlnește o dihotomie lirică-muzică, în sensul că muzica este extrem de energică și de înviorătoare, în timp ce versurile au un caracter destul de întunecat: „Fall into you is all I seem to do / When I hit the bottle / 'Cause I'm afraid to be alone / Tear us in two is all it seems to do / As the anger fades / This house is no longer a home” („Aparent, tot ce pot face e să mă arunc în brațele tale / Când mă refugiez în băutură / Pentru că mi-e frică să rămân singur / Aparent, tot ce se întâmplă e că ne sfâșiem în două / În timp ce furia pălește / Casa asta nu mai este un cămin”) Brian Molko a menționat de altfel că „am făcut tot timpul chestii de genul celei din 'Teenage Angst' de pe primul album, piesă care era destul de înviorătoare din punct de vedere muzical, iar liric, era opusul. Mereu ne-a plăcut să ne jucăm cu dihotomia asta, să producem confuzii din punct de vedere emoțional. Poate că ne-am îndreptat în mod natural în această direcție pentru că așa se întâmplă și în viață... cel puțin, cu mine.”

## Despre videoclip
Clipul este regizat de Russell Thomas, cel care se implicase și la realizarea DVD-ului Soulmates Never Die (Live in Paris 2003) și este o înregistrare de la unul dintre concertele de promovare ale albumului Meds (Camden, 24 ianuarie 2006). Există și câteva prim-planuri cu fani ai trupei.